# Ooencyrtus senegalensis
Ooencyrtus senegalensis är en stekelart som först beskrevs av Jean Risbec 1951.  Ooencyrtus senegalensis ingår i släktet Ooencyrtus och familjen sköldlussteklar. Inga underarter finns listade i Catalogue of Life.